# 35mm2連装高射機関砲 L-90
35ミリ2連装高射機関砲 L-90（35ミリ2れんそうこうしゃきかんほう エル90）は、陸上自衛隊の高射特科部隊等が装備していた高射砲。

## 概要
スイスのエリコン社により開発されたGDF-001 35mm連装機関砲の日本向け改良版で、エリコンKDA 35mm機関砲2基と、「スーパーフレーダーマウス」と呼ばれる火器管制レーダーを備えた射撃管制装置、光学目標指定機1基、およびこれらの電源車輌3両により1セットのシステムが構成される。
陸上自衛隊では1969年（昭和44年）に採用され、製作は砲部を日本製鋼所、射撃管制装置を三菱電機が、それぞれエリコン社とともに担当した。なお、L-90とは90口径を意味する。
レーダーの測定距離は300m～50km、自動追随は40km。発射速度は１門あたり550発/分、連装で1100発/ 分、有効射程は3500～4000m。

## 概歴

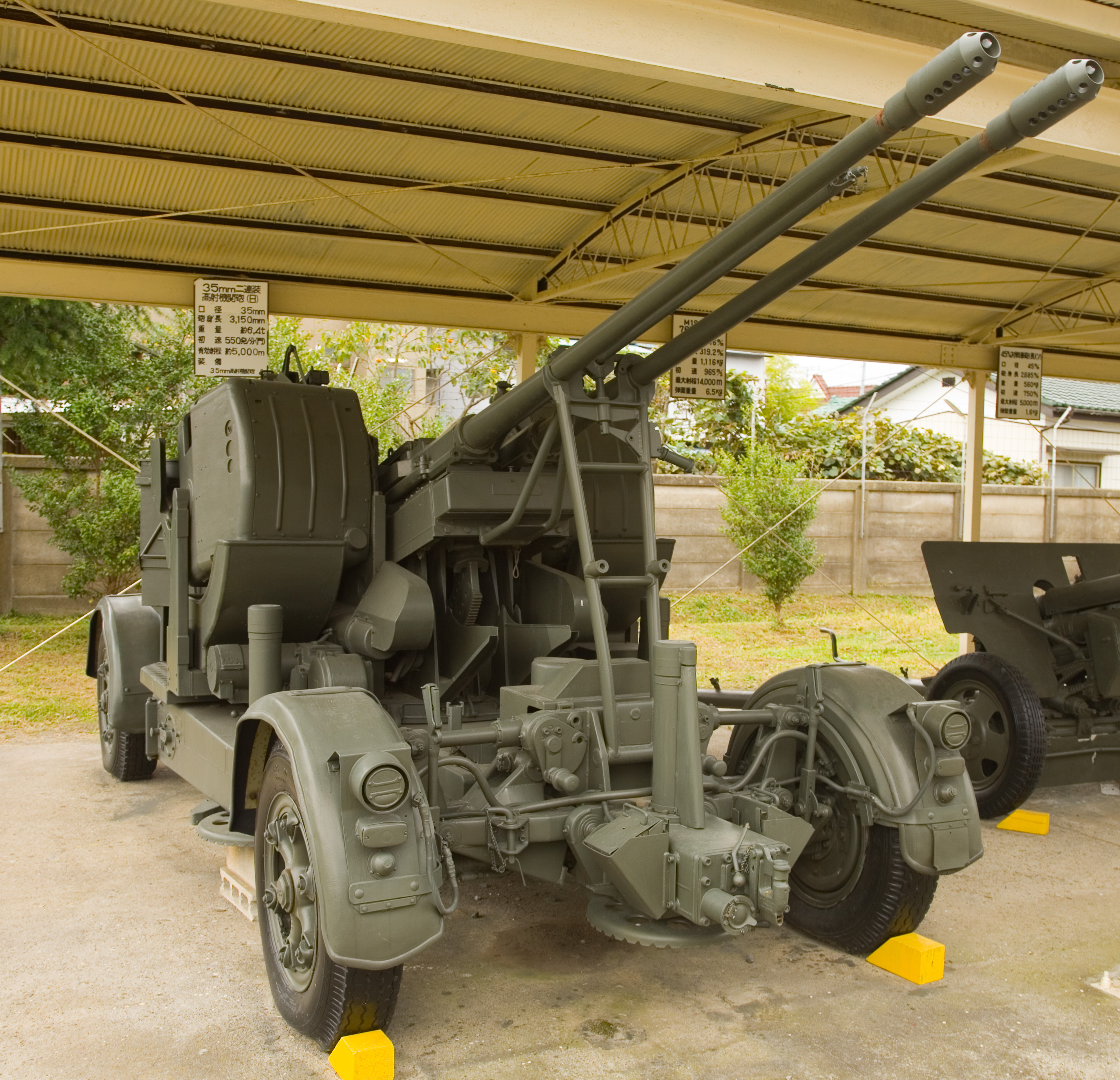
正面、車載状態

第二次世界大戦の頃の陸上部隊に配備された高射機関砲は、射手の目測照準に頼った射撃で、また、射撃方向・角度の調整もほとんどが人力で行っていたため、高速の目標に対しては命中率が低く、余り効果的な兵器とは言えなかった。さらに大戦後、ジェット機が主流となり航空機の速度が増すと、もはや目測照準の高射機関砲では対処できなくなった。
そこで、従来の高射機関砲のシステムを改め、L-90では新たに開発されたスーパーフレーダーマウスと呼ばれる「レーダー・射撃統制装置」と「光学目標指定機」とで構成された射撃管制システムを機関砲に組み合わせた。これらの新システムで制御されたL-90の対空射撃の命中率は当時としては驚異的であり、陸上自衛隊の高射特科部隊の代表的火器となった。
エリコン社は零式艦上戦闘機に搭載された九九式二〇ミリ機銃の開発元である他、自衛隊における「高射機関砲」という制式名称・呼称自体も大日本帝国陸軍時代からそのまま受け継がれたものであり、旧軍時代より日本とは関係が深い。また、87式偵察警戒車に搭載されているエリコンKBA 25mm機関砲も同社製で、量産にあたってはいずれも日本製鋼所がライセンス生産を行っている。本機関砲の給弾方式（クリップで結合した弾薬を固定式弾倉に並べて装填）は、口径35-57mm級の多くの対空機関砲や、旧軍の十一年式軽機関銃（携帯火器としては珍しい）が採用していた方式と同様である。

## 世代交代
開発当初は驚異的な性能を誇ったL-90だが、技術の進歩により81式短距離地対空誘導弾や93式近距離地対空誘導弾などの地対空ミサイルが開発されるにつれ、更新が進んだ。陸上自衛隊による調達は、1981年度をもって終了している。2009年7月2日、最後の射撃訓練が行われた。

## 運用国
- アルゼンチン
- オーストリア[注釈 1]
- バーレーン
- バングラデシュ
- ブラジル
- カメルーン
- カナダ
- チリ
- 中国
- コロンビア

- キプロス
- エクアドル
- エジプト
- フィンランド
- ドイツ
- ギリシャ
- イラン
- インドネシア
- 日本
- 韓国

- クウェート
- マレーシア
- ミャンマー
- ナイジェリア
- オマーン
- パキスタン
- ルーマニア
- サウジアラビア
- シンガポール[注釈 2]
- 南アフリカ共和国

- スペイン
- スイス
- 台湾
- タイ
- トルコ
- ウクライナ
- アラブ首長国連邦
- イギリス

## 登場作品

### テレビドラマ
『大鉄人17』
レッドマフラー隊の装備として登場。ブレイン党のロボットを迎え撃つ。

### 小説
『ゲート 自衛隊 彼の地にて、斯く戦えり』
自衛隊が特地に持ち込んだ装備の1つとして登場。襲い来る竜騎士に対して対空射撃を行う。
『パラレルワールド大戦争』（豊田有恒）
松代大本営跡に生じたタイムトンネルを介して198×年の自衛隊が1945年の日本へと持ち込んでおり、日本本土に襲来する米軍のB-29や空母艦載機を迎撃する。また、74式戦車の車体に本砲を装備して自走化した「80式対空戦車」という架空車両も登場しており、こちらも対空戦闘に用いられる。後半では唯一日本に残存していた日本海軍の戦艦「長門」にも自衛隊の改装によって搭載される。